# 栓翅卫矛
栓翅卫矛（学名：Euonymus phellomanus）是卫矛科卫矛属的植物，为中国的特有植物。分布在中国大陆的陕西、四川、河南、甘肃等地，生长于海拔1,000米至2,000米的地区，常生于山谷林中，目前尚未由人工引种栽培。